# The Rocks of Valpre (1935)
The Rocks of Valpre é um filme policial britânico de 1935, dirigido por Henry Edwards e estrelado por John Garrick, Winifred Shotter e Leslie Perrins. Foi baseado no romance The Rocks of Valpré, de Ethel M. Dell.

## Elenco
- John Garrick - Louis de Monteville

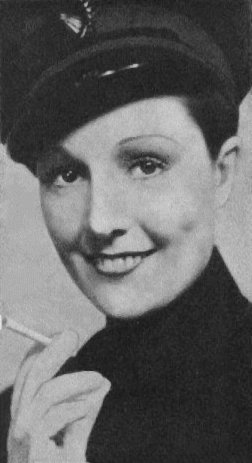
Winifred Shotter

- Winifred Shotter - Christine Wyndham
- Leslie Perrins - Captain Rodolphe
- Michael Shepley - Trevor Mordaunt
- Lewis Shaw - Noel Wyndham
- Athene Seyler - Aunt Philippa
- Agnes Imlay - Madamoiselle Gautier